# Bottin gourmand
Pour les articles homonymes, voir Bottin.
 (décembre 2023).
Il peut être nécessaire de l'améliorer pour respecter le principe de neutralité de point de vue. Veuillez consulter la page de discussion pour plus de détails.

Le Bottin gourmand est un guide gastronomique français créé en 1981 et fait partie du groupe Uni-éditions depuis 2010.

## Historique
Son ancêtre est le Guide Kléber, créé en 1952 (« institué par Simon Arbellot », est-il longtemps noté sur les ouvrages publiés après la mort de celui-ci) et propriété de la marque de pneu du même nom. La présentation de l'ouvrage et sa couverture, rouge, puis rouge et blanc, évoluent au fil des années. Le rachat des usines de pneumatiques Kléber par Michelin (1981) signe la fin du guide Kléber qui ne peut pas vivre avec son principal concurrent le Guide Michelin.

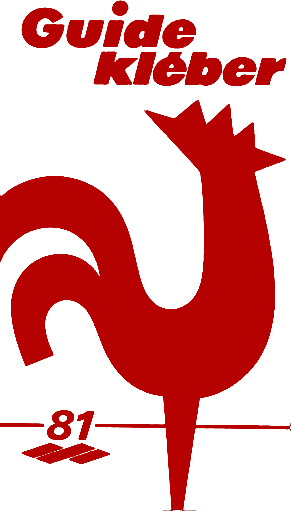
Logo du Guide Kléber (1978) dessiné par Rémy Peignot

Après la parution du dernier Guide Kléber en 1981, Jean Didier, son rédacteur en chef, décide de continuer l'aventure en créant un nouveau guide aux textes enrichis de détails et d'histoires qui marquent la vie des restaurants de renom : le Bottin gourmand,. Le format change, même largeur, plus étiré, plus forte pagination, sur un meilleur papier ; la mise en page est plus aérée, plus colorée ; le principe du classement par départements est conservé ; les symboles changent, des étoiles, de une à quatre, remplacent les couronnes et les marmites.
Après le décès de son mari, Pauline Didier reprend les rênes du Bottin gourmand jusqu'en 1996.
En 1996, Thibault Leclerc rachète le Bottin gourmand et créé Les Éditions du Bottin Gourmand, qu'il installe à Saxon-Sion, en Lorraine. Le guide est alors décliné en versions régionales ou thématiques (Bistrots, Tables d'affaires, Les 1000 meilleures tables de France). Le guide prend alors le virage numérique avec la création d'un site internet participatif, la mise en place de chèques-cadeaux et en 2010 la création d'une application mobile,.
Au printemps 2010, le titre Bottin Gourmand est revendu à Uni-éditions.
En 2014, les rédacteurs en chef arrêtent la publication sur papier et proposent un guide numérique sur Internet.

## Concours Talent Gourmand
Depuis 2013, le Bottin Gourmand et le groupe Crédit Agricole organisent « Talents Gourmands ». Ce concours à l'échelle nationale, a pour but de valoriser les agriculteurs, les artisans et les restaurateurs dans toutes les régions de métropole et d’Outre-mer. Les gagnants sont sélectionnés pour la qualité de leurs produits dans les différentes branches et métiers de la restauration,.

## Guide Bottin Gourmand

### Le fonctionnement
Le Bottin gourmand s’appuie sur un réseau d’enquêteurs chargés de visiter les restaurants. Chaque enquêteur-testeur reçoit une feuille de route, non exhaustive, qui dresse la liste des établissements à contrôler pour l'édition en cours : qualité du service, mise de table, cuisine, cadre, rapport qualité-prix, qualité du conseil pour les vins, richesse de la cave, etc. Les points positifs et négatifs de l'établissement contrôlé sont présentés en quelques lignes.
Il est interdit pour un enquêteur de bénéficier d’invitations qui pourraient altérer sa capacité de jugement.
La 32e édition de 2013 a été diffusé à 30 000 exemplaires. Le guide Bottin gourmand est devenu numérique en 2014.

## Bottin Gourmand magazine
En juin 2014, David Bachoffer et Philippe Quintin ont décidé de lancer un magazine. Bottin Gourmand magazine est un trimestriel qui a pour but de « devenir la vraie vitrine de la France gourmande » .

### Parution
Bottin Gourmand est un trimestriel. 60 000 exemplaires ont été mis en kiosques pour la première édition.

### Audience
Bottin Gourmand magazine fait partie du pôle Art de Vivre du groupe Uni Éditions qui comprend également les titres Détours en France, Maison créative, Détente Jardin, Santé Magazine, Parents, Merci pour l'Info et Régal. L'audience cumulée de l'ensemble des titres pôle atteint 4 150 000 lecteurs.